# Congers
Congers es un lugar designado por el censo (o aldea) ubicado en el condado de Rockland en el estado estadounidense de Nueva York. En el año 2000 tenía una población de 8,303 habitantes y una densidad poblacional de 1,017.7 personas por km². Congers se encuentra ubicada dentro del pueblo de Clarkstown.

## Geografía
Congers se encuentra ubicada en las coordenadas 41°3′52″N 73°57′25″O / 41.06444, -73.95694. Según la Oficina del Censo, la ciudad tiene un área total de 10 km² (3,9 mi²), de la cual 8,1 km² (3,1 mi²) es tierra y 1,8 km² (0,7 mi²) (11.42%) es agua.

## Demografía
Según la Oficina del Censo en 2000 los ingresos medios por hogar en la localidad eran de $99,833.